# Encyrtus imitator
Encyrtus imitator är en stekelart som beskrevs av Prinsloo 1991. Encyrtus imitator ingår i släktet Encyrtus och familjen sköldlussteklar.
Artens utbredningsområde är:
- Kamerun.
- Gabon.
- Uganda.

Inga underarter finns listade i Catalogue of Life.